# Liste von Söhnen und Töchtern der Stadt Denizli
Die Liste der Söhne und Töchter der Stadt Denizli enthält eine Übersicht bekannter, im heutigen Denizli geborener Personen mit einem Artikel in der deutschsprachigen Wikipedia, aufgelistet in alphabetischer Reihenfolge:

## A
- Hasan Ali Acar (* 1985), Fußballspieler
- Veli Acar (* 1981), Fußballspieler
- Erol Aksoy (* 1946), Unternehmer und Gründer des Fernsehsenders Show TV
- Sezen Aksu (* 1954), Pop-Sängerin und Komponistin
- Uğur Aktaş (* 1990), Fußballspieler
- Bulut Aras (* 1953), Film- und Fernsehschauspieler

## B
- Atalay Babacan (* 2000), Fußballspieler
- İsmail Baydil (* 1988), Fußballspieler
- Özcan Bizati (* 1968), Fußballtrainer

## Ç
- Şevki Çınar (* 1995), Fußballspieler
- Günfer Çölgeçen (* 1967), Theaterschauspielerin, -autorin, -pädagogin, -regisseurin und -produzentin

## D
- Hasan Demir (* 1982), Fußballspieler

## E
- Erdem Ergüney (* 1970), Film- und Theaterschauspieler
- Adnan Erkan (* 1968), Fußballtorhüter
- Bülent Ertuğrul (* 1978), Fußballspieler

## G
- Ömer Gebeşçi (* 1985), Fußballspieler

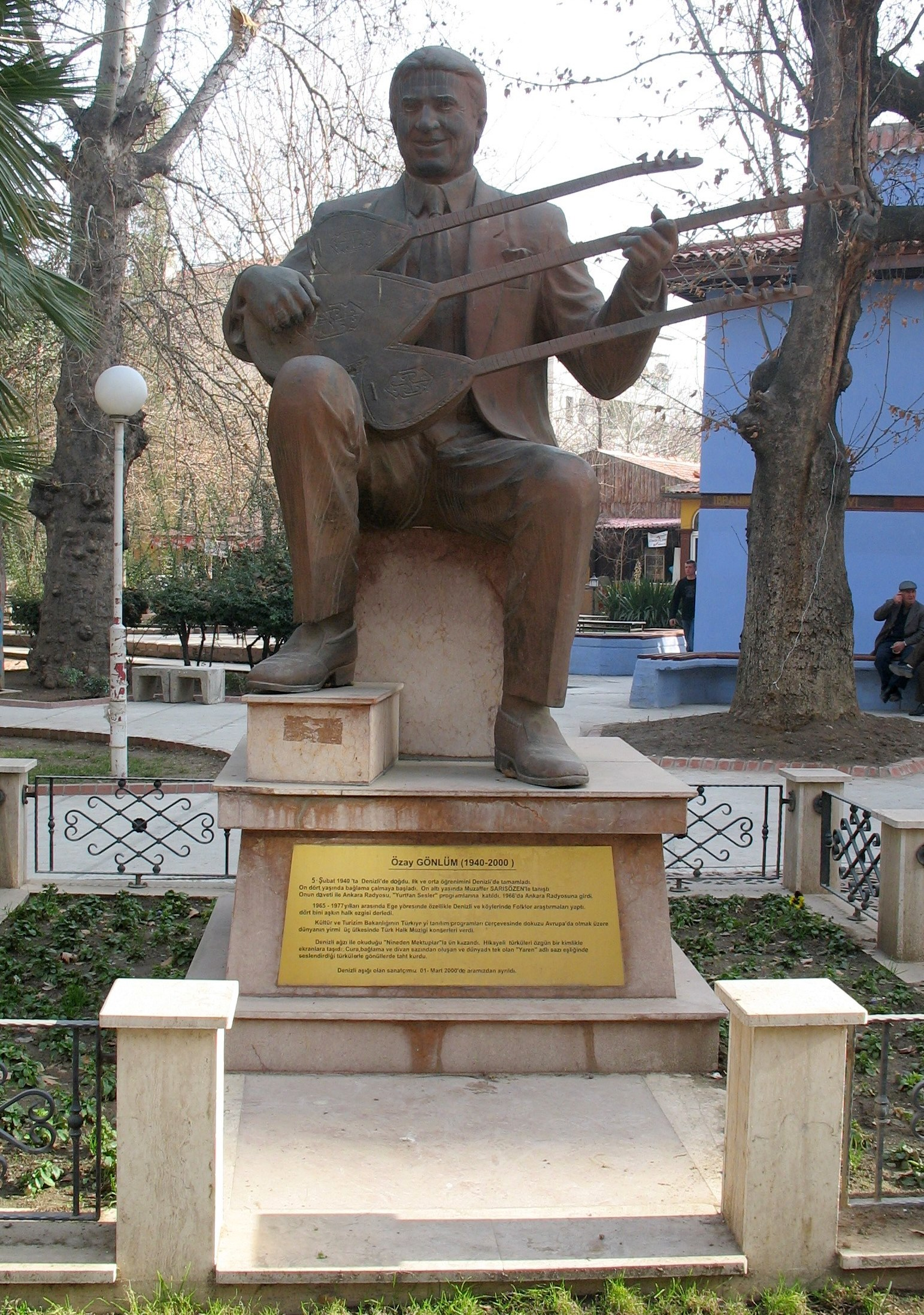
Die Statue von Özay Gönlüm mit der Yaren in Denizli. Er gehört zu den bekanntesten Persönlichkeiten der Stadt.

- Şakir Gökçebağ (* 1965), bildender Künstler
- Özay Gönlüm (1940–2000), Sänger
- Hasan Güngör (1934–2011), Ringer
- Aysel Gürel (1929–2008), Schauspielerin und Dichterin

## H
- Ali Helvacı (* 1991), Fußballspieler

## İ
- Gökay İravul (* 1992), Fußballspieler

## K
- Levent Kartop (* 1979), Fußballspieler
- Selma Aliye Kavaf (* 1962), Politikerin
- Murat Kayalı (* 1989), Fußballspieler
- Kemal Keçeci (* 1994), Fußballspieler
- İsmail Konuk (* 1988), Fußballspieler
- Mustafa Kemal Küçük (* 1994), Fußballspieler

## M
- Musa Muslihuddin (1463–zwischen 1530 und 1573), islamischer Mystiker

## N
- Recep Niyaz (* 1995), Fußballspieler

## Ö
- Cahit Özkan (* 1976), Jurist und Politiker (AKP)
- Kadri Ögelman (1906–1986), Schauspieler, Kabarettist, Filmproduzent und Filmregisseur
- Talip Özkan (1939–2010), Musiker
- Yavuz Özkan (* 1985), Fußballtorhüter

## S
- Fatih Soyatik (* 1994), Fußballspieler

## Ş
- Bayram Şit (1930–2019), Ringer

## T
- Settar Tanrıöğen (* 1962), Schauspieler
- Muhittin Tekin (* 1985), Fußballspieler
- Yenal Tuncer (* 1985), Fußballspieler
- Kemal Türkler (1926–1980), sozialistischer Gewerkschaftsführer

## Ü
- Tuba Ünsal (* 1981), Schauspielerin und Fotomodell

## Y
- Selma Yağcı (* 1981), Boxerin
- Kemal Yalçın (* 1952), Schriftsteller
- Kerem Yılmazer (1945–2003), Schauspieler
- Bahtiyar Yorulmaz (* 1955), Fußballspieler

## Z
- Nihat Zeybekci (* 1961), Politiker